# Carl Frederik Blixen Finecke
Carl Frederik Axel Bror baron von Blixen Finecke (15. august 1822 på Dallund – 6. januar 1873 i Baden-Baden, Tyskland) var en dansk politiker og godsejer. Han var søn af Conrad Frederik Christian Blixen-Finecke (1791-1829) og Charlotta Lovisa Gyllenkrok (1796-1829).
Hans slægt var oprindeligt fra Pommern, men allerede hans oldefader oprettede Stamhuset Dallund. Medlem af Folketinget i 1851-52, 1858-61 og 1862-64. Minister for Slesvig og Udenrigsminister i 1859-60 i Ministeriet Rotwitt. Efter C.E. Rotwitts død den 8. februar 1860 fungerede han som konseilspræsident, indtil en ny regering var dannet. Det blev Ministeriet Hall II, der tiltrådte den 24. februar. Blixen-Finecke var også medlem af Rigsrådet i 1862-64.

## Familie
Han var gift to gange. Fra 1842 med Gustafva Charlotta Adelaide Sofia Ankarcrona (1821-1890) med hvem han fik sønnen Frederik Theodor Hans Anna Wolfgang Christian (1847-1919) og datteren Charlotta Antoinette Louise Ulrikka (1845-1928). Fra 1854 med Augusta Sophie Frederikke Maria Caroline Julie (1823-1889), datter af landgreve Wilhelm 10. af Hessen-Kassel zu Rumpenheim, som han fik to sønner med, Vilhelm Carl Anna Otto Gunnar Axel (1863-1942) og Vilhelm Carl Ferdinand Christian Frederik Rudolph Gustaf (1857-1909).
Hans søn Frederik Theodor Hans var far til Bror Frederik Blixen-Finecke, der blev gift med Karen Blixen.
Carl Frederik Blixen Finecke er begravet ved Skamby Kirke.
Mænd fra en række nærliggende landsbyer rejste i 1867 en mindesten for ham ved krydset Sandvad/Stensbyvej, 1 km nord for Dallund Slot, for at have fremmet "Selveiendom og Menig Mands Vel".